# Friedrich Brunstäd
Friedrich Brunstäd (Hanover, 22 de julho de 1883 - Willershagen, 2 de novembro 1944) foi um teórico social luterano de Weimar, depois do nazismo.